# Goniothalamus andersonii
Goniothalamus andersonii là loài thực vật có hoa thuộc họ Na. Loài này được J.Sinclair mô tả khoa học đầu tiên năm 1961.